# Satoru Nakajima
Pour les articles homonymes, voir Nakajima.
 (novembre 2008).
Si vous disposez d'ouvrages ou d'articles de référence ou si vous connaissez des sites web de qualité traitant du thème abordé ici, merci de compléter l'article en donnant les références utiles à sa vérifiabilité et en les liant à la section « Notes et références ».
Satoru Nakajima (中嶋 悟, Nakajima Satoru) est un ancien pilote automobile japonais né le 23 février 1953 à Okazaki au Japon. En 1987, il est devenu le premier pilote de son pays à disputer l'intégralité d'un championnat du monde de Formule 1. En 74 départs en GP de Formule 1, Nakajima a inscrit un total de 16 points et a signé 1 meilleur tour en course (GP d'Australie 1989). Son meilleur classement en championnat du monde est une 11e place en 1987 avec 7 points.

## Biographie
Satoru Nakajima commence sa carrière de pilote au début des années 1970. Rapidement intégré au championnat du Japon de Formule 2, la série majeure de monoplace au Japon, il y décroche sa première victoire en 1978. Pour Satoru, ce succès sonne le début d'une large domination sur le sport automobile japonais, puisqu'il remporte le championnat en 1981, puis en 1982, 1984, 1985 et 1986.
Devenu une véritable idole au Japon, mais n'ayant plus rien à prouver au niveau national, il accède en 1987 à la Formule 1 grâce au soutien de Honda (qui lui avait déjà offert la possibilité d'effectuer des essais privés chez Williams), alors le motoriste le plus en vue de la discipline reine. Placé chez Lotus, Satoru Nakajima devient ainsi le premier pilote de son pays à bénéficier d'un volant à temps plein en F1. À 34 ans, Nakajima montre d'entrée de jeu de nombreuses lacunes face aux meilleurs pilotes de la discipline, lacunes aggravées par son pauvre niveau en anglais, qui rend difficile sa collaboration avec les ingénieurs britanniques. Equipier du jeune prodige brésilien Ayrton Senna, Nakajima est copieusement dominé, ce qui n'empêche pas quelques jolies performances ponctuelles, comme au GP de Grande-Bretagne à Silverstone, où sa quatrième place finale permet au motoriste Honda de réaliser un quadruplé historique.
Toujours chez Lotus-Honda en 1988 (avec cette fois le champion du monde en titre Nelson Piquet comme équipier) Nakajima ne montre guère de progrès, et subit même le déclin de son équipe.
En 1989, les choses empirent puisque Lotus est désormais privé du moteur Honda et doit se contenter du modeste Judd. Souvent abonné au fond de grille, Nakajima réalise pourtant cette année-là la plus belle course de sa carrière au GP d'Australie. Sous les trombes d'eau qui noient le difficile circuit urbain d'Adelaide, il termine à la 4e place en signant le meilleur tour en course. Si l'on excepte Masahiro Hasemi (dont la performance au GP du Japon 1976 reste sujette à caution), il s'agit à ce jour du seul meilleur tour en course réalisé par un pilote japonais en Formule 1.
En 1990, Nakajima passe chez Tyrrell, où malgré quelques arrivées dans les points, il continue d'apparaître comme un pilote de modeste niveau, comme l'atteste la large domination exercée sur lui par le débutant français Jean Alesi. Après une ultime saison 1991 chez Tyrrell (où il retrouve le moteur Honda), Nakajima met, à 38 ans, un terme à sa carrière.
Il reprend le volant, au cours de l'année 1993, quand il est choisi pour effectuer les tests d'une monoplace de Formule 1 100 % Honda. Le projet n'aboutira finalement pas à un engagement en Formule 1.
Après avoir définitivement raccroché le casque, Satoru Nakajima monte sa propre structure de course, qui engage des voitures dans le championnat de Formula Nippon. Considéré comme l'une des meilleures équipes du championnat, le Nakajima Racing remporte le titre à plusieurs reprises.
Satoru Nakajima a également fait une courte réapparition dans les paddocks de Formule 1 en 1997, au sein de la direction de l'écurie Tyrrell, lorsque son protégé Toranosuke Takagi en était le pilote essayeur (il deviendra pilote titulaire l'année suivante). Il était alors même question d'un possible rachat de l'écurie par Nakajima.
Satoru Nakajima a deux fils qui se sont lancés à leur tour dans le sport automobile. Issu du programme de formation de jeunes pilotes de Toyota, l'aîné, Kazuki Nakajima, a été de 2008 à 2009 l'un des pilotes titulaires de l'écurie Williams-Toyota dans le championnat du monde de Formule 1 et a remporté les 24 Heures du Mans 2018, 2019 et 2020. Daisuke Nakajima, le cadet, participe en 2009 au championnat de Grande-Bretagne de Formule 3.

## Résultats en championnat du monde de Formule 1
| Saison | Écurie                      | Châssis | Moteur         | Pneus    | GP disputés | Points inscrits | Classement |
| ------ | --------------------------- | ------- | -------------- | -------- | ----------- | --------------- | ---------- |
| 1987   | Camel Team Lotus Honda      | 99T     | Honda V6 turbo | Goodyear | 16          | 7               | 11e        |
| 1988   | Camel Team Lotus Honda      | 100T    | Honda V6 turbo | Goodyear | 14          | 1               | 16e        |
| 1989   | Camel Team Lotus            | 101     | Judd V8        | Goodyear | 13          | 3               | 22e        |
| 1990   | Tyrrell Racing Organisation | 018 019 | Ford V8        | Pirelli  | 15          | 3               | 14e        |
| 1991   | Braun Tyrrell Honda         | 020     | Honda V10      | Pirelli  | 16          | 2               | 17e        |

## Résultats aux 24 heures du Mans
| Année | Voiture          | Équipe     | Équipiers                       | Résultat |
| ----- | ---------------- | ---------- | ------------------------------- | -------- |
| 1985  | Tom's 85C-Toyota | Tom's Team | Kaoru Hoshino / Masanori Sekiya | 12e      |
| 1986  | Tom's 86C-Toyota | Tom's Team | Geoff Lees / Masanori Sekiya    | Abandon  |